# Ferry Van Vosselen
Fernand "Ferry" Van Vosselen (Beveren, 23 april 1944) is een Belgisch striptekenaar. Hij was tekenaar van reeksen als Ian Kaledine, De Kronieken van Panchrysia en Alex.

## Carrière
Van Vosselen studeerde publiciteit aan het Sint-Lucasinstituut te Gent, gevolgd door archeologie aan de Universiteit van Gent. Zijn eerste korte stripverhaal, een western getiteld Le Relais, verscheen in Le Soir op scenario van Daniël Jansen, scenarist van Bessy bij de Studio Vandersteen. Daarna ging Van Vosselen voor 28 jaar lang aan de slag bij Kuifje. Later werkte hij nog bij Glénat in Parijs en bij Casterman.
Bij Kuifje tekende Van Vosselen onder meer Cédric. Samen met Yves Duval maakte hij een aantal korte verhalen over historische rampen die in 1984 gebundeld werden uitgebracht. Tussen 1977 en 1992 tekende hij op scenario van Jean-Luc Vernal de serie Ian Kaledine. Deze serie was een mix van sciencefiction, fantasy en mythologie. Tussen 1993 en 1999 tekende hij de reeks De Kronieken van Panchrysia.
Van Vosselen was ook actief als scenarist. Zo schreef hij De bewaker van de lans voor Ersel en Les Chasseurs de Rêves voor Arnaud Leterrier.
In 2009 tekende hij De verdwenen stad op scenario van Patrick Weber in de reeks Alex. In 2011 tekende hij Brugge in de educatieve reeks De reizen van Tristan.
Van 2012 tot in 2022 was hij voorzitter van het Belgisch Stripcentrum in Brussel. Hij werd er opgevolgd door Pieter De Poortere.

## Waardering
In 1997 kreeg hij de Bronzen Adhemar voor zijn stripreeks De Kronieken van Panchrysia. In 2011 won hij het Gouden Potlood op het stripfestival van Middelkerke.
- Bibliothèque nationale de France: cb119026616 (data)
- Gemeinsame Normdatei: 1031172289
- International Standard Name Identifier: 0000 0001 2025 3599
- Nederlandse Thesaurus van Auteursnamen: 070065748
- Système universitaire de documentation: 026863367
- Virtual International Authority File: 49225391
- WorldCat: E39PBJxWWV99GD9YjDdm4fDg8C